# Arthur’s Day
Der Arthur’s Day ist eine Reihe von Musikveranstaltungen, die erstmals 2009 zum 250. Geburtstag der Guinness-Brauerei stattfanden.
An diesem Tag soll um 17:59 Uhr von jedem Guinnesstrinker ein Glas Guinness in Erinnerung an Arthur Guinness in den Himmel gereckt werden. 1759 wurde die Guinness-Brauerei gegründet, weshalb die Uhrzeit des Konzertbeginns 17:59 Uhr ist.

## Bands

### 2009
Am 23. September 2009 wurden die Konzerte in Dublin, Kuala Lumpur, New York City, Lagos und Yaoundé durchgeführt.
| The Academy                                                            | Tripod                                                                                     | Vicar Street | Whelan's |
| - Richard Hawley - The Kooks - Imelda May - Paolo Nutini - Fionn Regan | - Calvin Harris - Jamie Cullum - Mongrel - Republic of Loose - Roots Manuva - Soul II Soul | - Black Swan Effect - The Blizzards - The Magic Numbers - OK Go - Razorlight - Reverend and the Makers - Sugababes | - The Enemy - David Gray - Lisa Hannigan - The Hot Rats - Noah and the Whale - The Undertones - The Wombats |

### 2010
2010 fand der Arthur’s Day am 23. September statt.
| St. James’s Gate                                                                  | Vicar Street                                                                    | Olympia Theatre                                               | The Academy                                                                                    | The Village, Dublin                                  |
| - Snow Patrol - Westlife - Manic Street Preachers - Biffy Clyro - Maud in Cahoots | - The Courteeners - The Script - The Maccabees - The Hoosiers - Eliza Doolittle | - Cathy Davey - Carbon/Silicon - The Carpenters - Dave Peyton | - Brandon Flowers - Plan B - Tim Robbins & The Rogues Gallery Band - José González - Slow Club | - Kelis - Tinie Tempah - Ty - Example - We Have Band |

### 2011
2011 wurden die Konzerte am 22. September ausgetragen.
| St. James's Gate                                        | Olympia Theatre                                                   | Vicar Street                                                                       | The Academy                                                                                 | Ulster Hall                                                    | Big Top, Limerick                                                                        | The Savoy, Cork                                                  |
| - Stereophonics - Paolo Nutini - Yasmin - The Saturdays | - Scissor Sisters - Aloe Blacc - Ed Sheeran - Wolf Gang - Florrie | - The Charlatans - Bell X1 - Labrinth - James Walsh - Sunday Girl - Maverick Sabre | - Paloma Faith - Big Talk - Bitches With Wolves - Joshua Radin - Miles Kane - Ryan Sheridan | - The Enemy - Horslips - Kelis - Ash - DJ Fresh - Cashier No.9 | - Calvin Harris - The Feeling - Fight Like Apes - Sharon Shannon - Jamie Woon - Royseven | - Seasick Steve - Neil Hannon - Wretch 32 - Bressie - Carl Barât |

### 2012
Am 27. September 2012 traten unter anderem internationale Künstler wie z. B. Amy Macdonald, Mika, Tinie Tempah und Mumford & Sons auf. Zudem nahmen in Irland am Arthur's Day 686 Pubs teil.
In Deutschland verloste Guinness erstmals unter den deutschen Irish Pubs einen exklusiven Auftritt der deutschen Band Revolverheld. Dieser fand im Irish Pub Koblenz statt.